# Karol Frycz

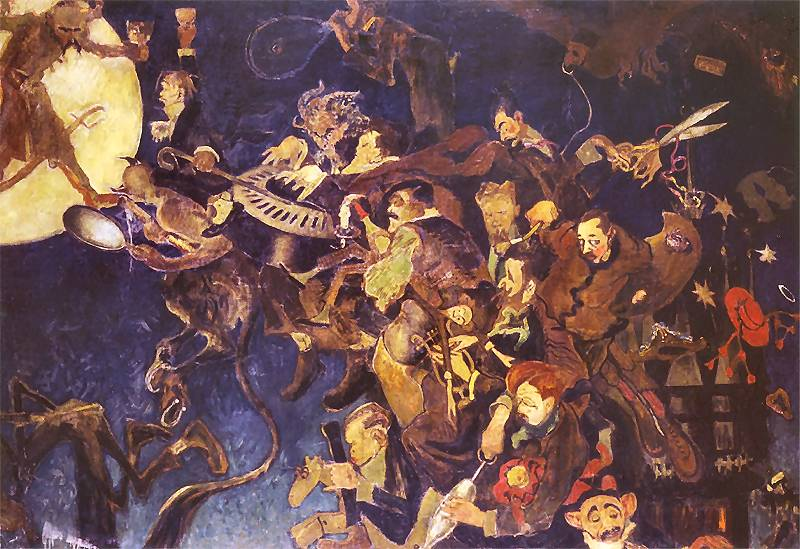
Obraz Kazimierza Sichulskiego Kabaret szalony. W prawej górnej części autor ulokował sylwetkę Karola Frycza z wielkimi nożycami

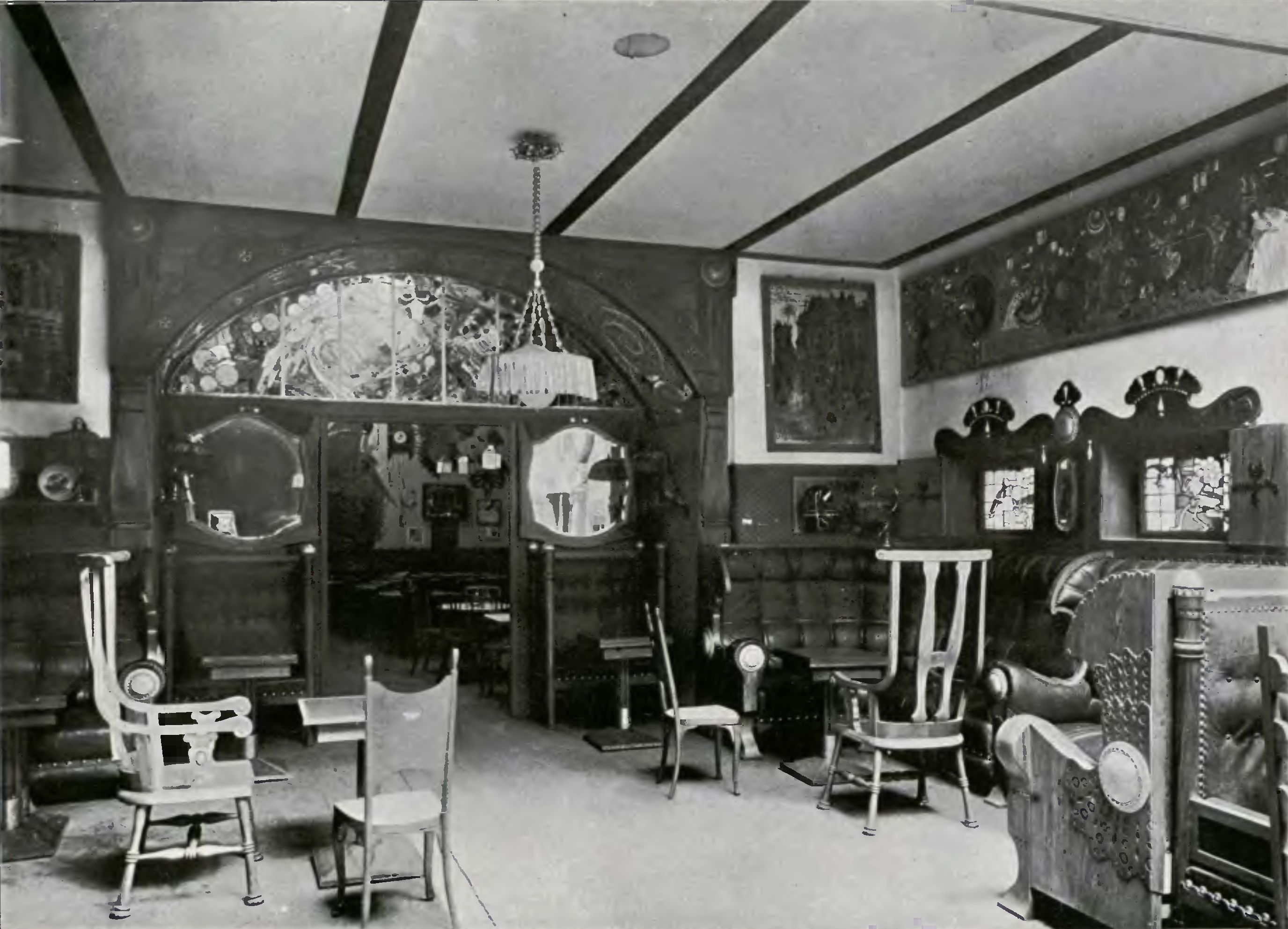
Wnętrze Cukierni Lwowskiej (Jama Michalika) w Krakowie, ul. Floriańska 45, według projektu Karola Frycza. Stan z 1911

Karol Frycz (ur. 29 marca 1877 w Cieszkowach, zm. 30 sierpnia 1963 w Krakowie) – polski malarz, scenograf i reżyser teatralny, grafik, historyk sztuki, reformator i współtwórca nowoczesnej polskiej scenografii, autor wielu prac z zakresu dekoracji wnętrz. Był wychowawcą i mistrzem dla wielu polskich scenografów.

## Życiorys

### Edukacja
Pochodził ze spolonizowanej rodziny von Fritsch wyznania kalwińskiego, pochodzącej z Saksonii, osiadłej w XVIII w. na Śląsku. Był synem powstańca styczniowego i pamiętnikarza Kazimierza Frycza oraz Heleny Trzetrzewińskiej. Uczył się w gimnazjum św. Anny w Krakowie, a maturę zdał w Bochni. Studiował architekturę w Technische Universität München (1896–1898). W 1902 roku ukończył ze złotym medalem wydział malarstwa w krakowskiej Szkole Sztuk Pięknych. Był uczniem m.in. wybitnych artystów polskiego modernizmu: Stanisława Wyspiańskiego, Józefa Mehoffera i Leona Wyczółkowskiego. Równolegle studiował historię sztuki na Uniwersytecie Jagiellońskim. W latach 1902–1904 uczył się w Cesarsko-Królewskiej Szkole Rzemiosła Artystycznego (k.k. Kunstgewerbeschule) w Wiedniu pod kierunkiem Alfreda Rollera. W latach 1904–1905 kontynuował naukę w Académie Julian w Paryżu i w szkole Williama Morissa w Londynie. W okresie 1905–1912 uczestniczył w pracach Towarzystwa Polska Sztuka Stosowana, a w latach 1905–1912 był członkiem kierownictwa tego towarzystwa.

### „Wystrzyganki”
Jedną z technik plastycznych, których Frycz nauczył się podczas nauki w wiedeńskiej Kunstgewerbeschule, była wycinanka. Technika ta była przez Frycza stosowana niezależnie od znanej wcześniej wycinanki ludowej. Artysta tworzył obrazy dekoracyjne z kolorowych papierów i wzorzystych wyklejek. Najstarszą znaną pracą Frycza w tej technice był (wykonany z fragmentów kolorowych papierów introligatorskich − głównie marmurków − w tonacjach granatowo-brązowo-fioletowych) obraz „Kwoka z pisklętami”, sygnowany i datowany: K. Frycz, Wiedeń 17 I V [1]903. Frycz stosował więc tę technikę już około 9 lat przed wprowadzeniem kolażu do malarstwa przez kubistów. Artysta chętnie sięgał po tę technikę już od początku swojej krakowskiej działalności malarskiej, którą rozpoczął w 1904. Teofil Trzciński wspominał, że Karol „bawił się komponowaniem obrazków, wykonanych bez użycia jakichkolwiek farb”. Także Marian Turwid wspominał swoje zaskoczenie efektem, jaki dawała ta technika: „W pierwszym lokalu Polskiej Sztuki Stosowanej, u Jerzego Warchałowskiego przy ul. Wolskiej wisiały swego czasu obrazy Frycza, których kształt i świetna barwa okazywały się przy obejrzeniu z bliska... skrawkami kolorowego papieru”.
O upodobaniu Frycza wzmiankował tekst pierwszego programu kabaretu Zielony Balonik (7 października 1905). W recytacji Jana Stanisławskiego znalazła się żartobliwa aluzja do prac Frycza:

Jeden z papierków lepi łabędzie,

Pawie, kasztany, grzyby i dropie −

Czyś ty zwariował, przeklęty chłopie?

Aluzje do tego rodzaju prac Frycza znajdowały się wielokrotnie w tekstach następnych programów (5 grudnia 1905 − piosenka o odnawianiu Wawelu; w kuplecie Noskowskiego zatytułowanym „Nie widział kto Karola Frycza gdzie?” (w programie z 17 listopada 1906) zauważano: „...spiesząc ku drzwiom coś pilnie strzygł”). Na obrazie Sichulskiego Kabaret szalony, na którym przedstawił on twórców kabaretu z charakterystycznymi dla nich atrybutami, można zauważyć Frycza biegnącego z potężnymi nożycami. Tadeusz Boy-Żeleński z uznaniem pisał o Fryczu: „Mistrz wszelakiej «wystrzyganki»”. „Wystrzyganki” Frycza zdobiły także ściany lokalu Michalika. Po 1907 nie odnotowano żadnej wystrzyganki w twórczości Frycza.
Zachowane w zasobach Muzeum Narodowego w Krakowie obrazy Frycza, wykonane techniką wystrzyganek, są prezentowane na ważnych wystawach. Perliczki w ogrodzie pokazano w Sukiennicach z okazji jubileuszu 150-lecia Akademii Sztuk Pięknych, a Kwokę z pisklętami na brukselskiej wystawie Art Nouveau polonais w 1997. Obydwa dzieła były prezentowane na ekspozycji Polska-Japonia 1919−1999 (pokazywanej w Tokio, Osace, Warszawie i Krakowie w latach 1999−2000).

### „Teka Melpomeny”
W 1904, wspólnie z Kazimierzem Sichulskim, Witoldem Wojtkiewiczem, Stanisławem Kuczborskim, Antonim Procajłowiczem, Stanisławem Rzeckim, podczas spotkań w krakowskiej Cukierni Lwowskiej stworzył zbiór karykatur aktorów „Teka Melpomeny”. Frycz był także autorem plakatu reklamującego to wydawnictwo. Dochód ze sprzedaży egzemplarzy zbioru został przeznaczony na zasilenie aktorskiej kasy emerytalnej.

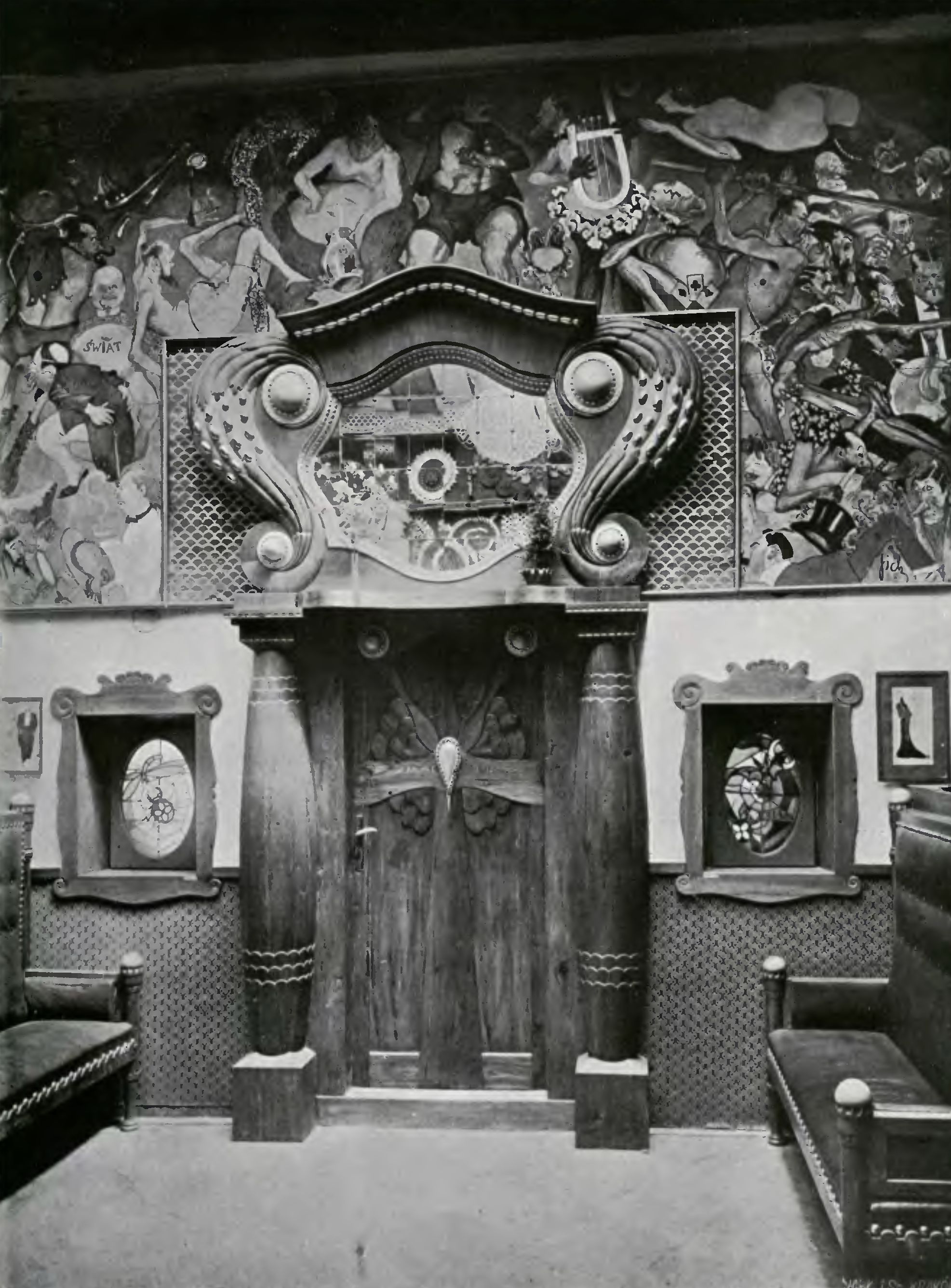
Jama Michalika: Odrzwia lokalu oraz polichromie (fot. 1910−1911) wg projektu Karola Frycza

### Jama Michalika i Zielony Balonik
Od 1905 Karol Frycz związał się z kabaretem Zielony Balonik, który powstał w cukierni należącej do Apolinarego Jana Michalika. W związku z tym, że lokal ów nie posiadał okien, artyści nadali mu nazwę Jama Michalika. Pierwszym większym cyklem przedstawień była „Restauracja Wawelu” Witolda Noskowskiego z rysunkami Karola Frycza. Podczas programów kabaretu prezentowano specjalnie na tę okazję przygotowywane satyryczne obrazki, które żartobliwie komentowano. Głównymi ich autorami byli Kazimierz Sichulski i Karol Frycz. Frycz pełnił w „Zielonym Baloniku” także funkcje aktora i literata. Gdy w pierwszych latach istnienia kabaretu artyści postanowili zorganizować teatrzyk kukiełkowy – Szopkę krakowską, Frycz był jej współtwórcą.
Karola Frycza – jako jednego z mistrzów satyry – wspominał Adam Grzymała-Siedlecki:

[...] Jak skra żywy, jak skra błyskotliwy, w rozmowie dowcipny, pełen świetnych określeń, zawsze wyśmiewanych jak jego karykatury. W sposobie bycia fantasta, zawsze wesół, zawsze wartki lekkoduch. Naczelną cechą tego dynamicznego umysłu był wyostrzony krytycyzm, kierujący się ku humorystycznemu przedstawieniu ludzi i rzeczy. Mniejsze czy większe ziarenko komizmu umiał dostrzegać tam, gdzie niedostrzegalne bywało ono dla innych, nawet dość bystrych inteligencji. [...] Nietrudno się domyśleć, czym dla Zielonego Balonika było takie ucieleśnienie ciętego dowcipu. Zażyły, zaprzyjaźniony z twórcami zielonobalonikowego repertuaru, niejeden raz umiał im przynieść temat i niejedno wyborne naświetlenie. Nigdy nie wymieniany, zawsze dyskretnie anonimowy, rzetelnie a radośnie spełniał rolę cichego wspólnika w niejednym z programów.

Podczas zleconej przez cukiernika przebudowy lokalu (1910−1911) Frycz wykonał projekt aranżacji i koncepcji wykończenia wnętrz. Zaprojektował meble, drzwi, witraże, lustro, kominek, zegar, lampy i kandelabry. Wspólnie z Kazimierzem Sichulskim ozdobili wnętrze obrazami, a Frycz wykonał polichromie na ścianach. Karol Frycz wykonywał polichromie w innych kawiarniach, ale także kościołach i pałacach, m.in. w kościele św. Marii Magdaleny w Szczucinie (1908) i dworze Jana Hupki w Niwiskach (1912).

### Lata 20. i 30. XX wieku
W 1906 Karol Frycz debiutował jako scenograf w teatrze krakowskim. Zaprojektował dekoracje do Peleasa i Melisandy. W 1907 był organizatorem i autorem oprawy plastycznej ceremonii pogrzebowej Stanisława Wyspiańskiego. Z tej okazji Frycz zaprojektował ozdoby krypty na Skałce i dekoracje miasta.
Gdy w 1906/1907 Arnold Szyfman (późniejszy dyrektor warszawskiego Teatru Polskiego) tworzył w Krakowie własny teatrzyk kabaretowy pod nazwą „Figliki”, Frycz dołączył do twórców. Frycz wykonał dekorację sali teatralnej w tym teatrze oraz dekoracje m.in. do Księcia Niezłomnego, Beatryks Cenci, Ślubów panieńskich. Przedsięwzięcie jednak szybko zbankrutowało. Od 1907 był sekretarzem Towarzystwa Artystów Polskich „Sztuka”.
W latach 1908–1912 Frycz wykonał wiele prac z zakresu dekoracji wnętrz, polichromii – w kościołach, pałacach, kawiarniach. W roku 1912 przebywał w Afryce. W 1913 pracował w Warszawie. Realizował scenografie dla Teatru Polskiego (w latach 1913–1931 wykonał opracowania plastyczne Irydiona [premiera 29 stycznia 1913], Balladyny, Burzy Williama Shakespeare’a, Grzegorza Dyndały, Lekarza mimo woli) oraz Teatru Małego. We wrześniu 1913 wyjechał do Afryki i przebywał tam do lutego 1914. Podczas I wojny światowej zajmował się renowacją zabytków Sandomierza.
W okresie 1919–1921 pełnił funkcje dyplomatyczne na Dalekim Wschodzie. Był radcą kulturalnym polskiego poselstwa w Tokio, a także attaché kulturalnym przy komisarzu RP na Syberii. Był wówczas wykładowcą na wyższych uczelniach: w Tokio, Kioto i Osace. W 1921 powrócił do kraju i podjął współpracę z Teatrem Polskim i Teatrem Małym w Warszawie. Debiutem reżyserskim Frycza była Ziemia nieludzka (1923). W 1926 wykonał opracowanie plastyczne dla dwóch sztuk granych w Théâtre Ambigu w Paryżu.

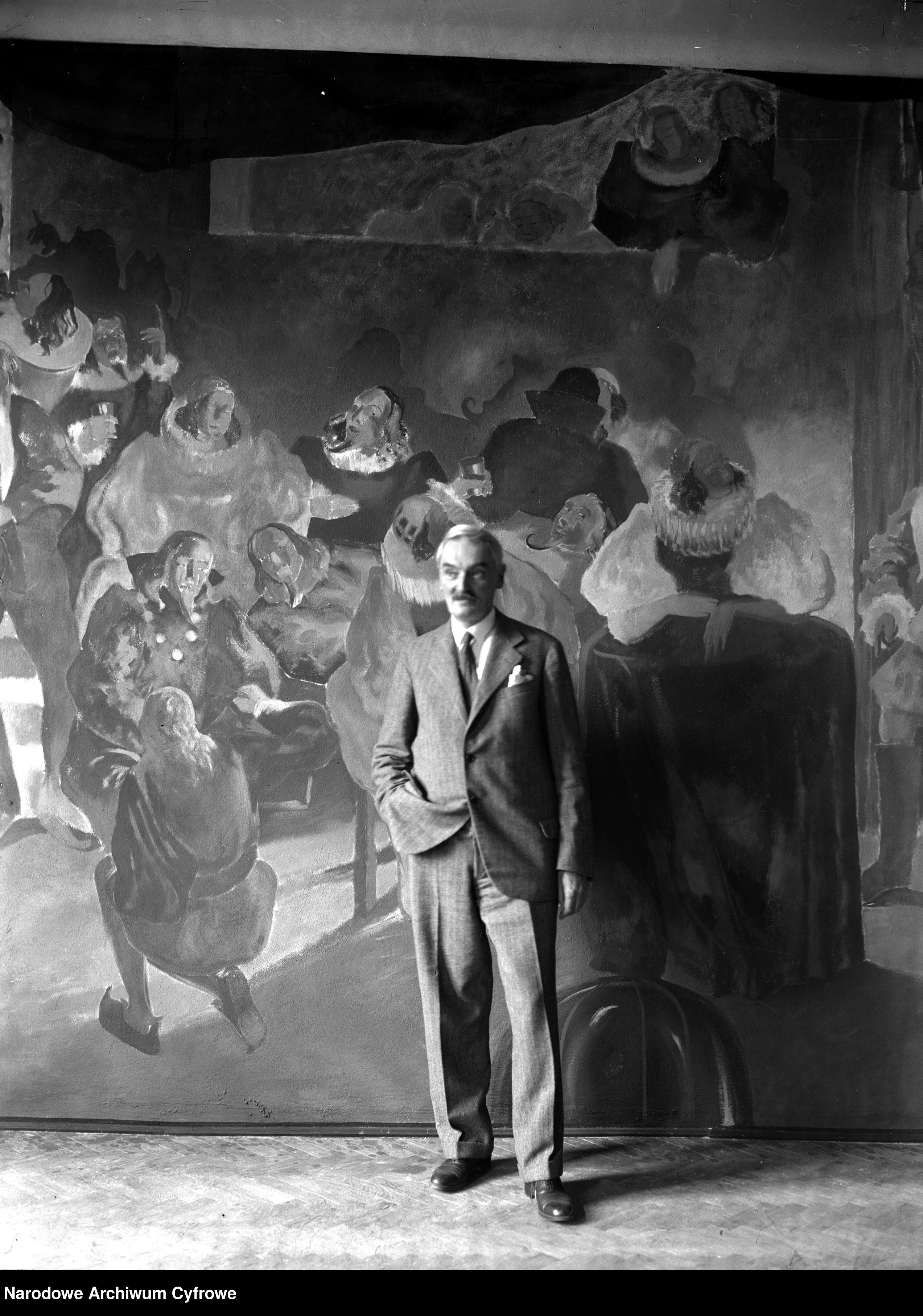
Karol Frycz (1937)

Od 1930 był profesorem krakowskiej Akademii Sztuk Pięknych. W latach 1931–1933 współpracował także z Teatrem Narodowym, a w 1933 przeprowadził się na stałe do Krakowa, gdzie w okresie 1933−1935 był scenografem w Teatrze im. Słowackiego. W krakowskiej Akademii Sztuk Pięknych utworzył Katedrę Sztuki Dekoracyjnej i Kostiumologii (jako pierwszą w Polsce). W latach 1935–1939 był dyrektorem Teatru im. Juliusza Słowackiego w Krakowie.

### Lata 40 i 50. XX wieku
II wojnę światową Frycz spędził w Krakowie, pracując w Muzeum Czapskich. Od 1946 pracował jako scenograf, głównie w teatrach krakowskich, ale także w Warszawie, Poznaniu, Wrocławiu, Katowicach, Szczecinie i innych miastach polskich
W latach 1945–1946 ponownie sprawował funkcję dyrektora Teatru im. Juliusza Słowackiego w Krakowie. W 1957 – z okazji pięćdziesięciolecia pracy na scenach polskich – otrzymał godność honorowego dyrektora Teatru im. Juliusza Słowackiego w Krakowie.

### U schyłku życia
1 października 1960 przeszedł na emeryturę.
Zmarł 30 sierpnia 1963 w Krakowie, pochowany na cmentarzu Salwatorskim (sektor SC13-1-6).

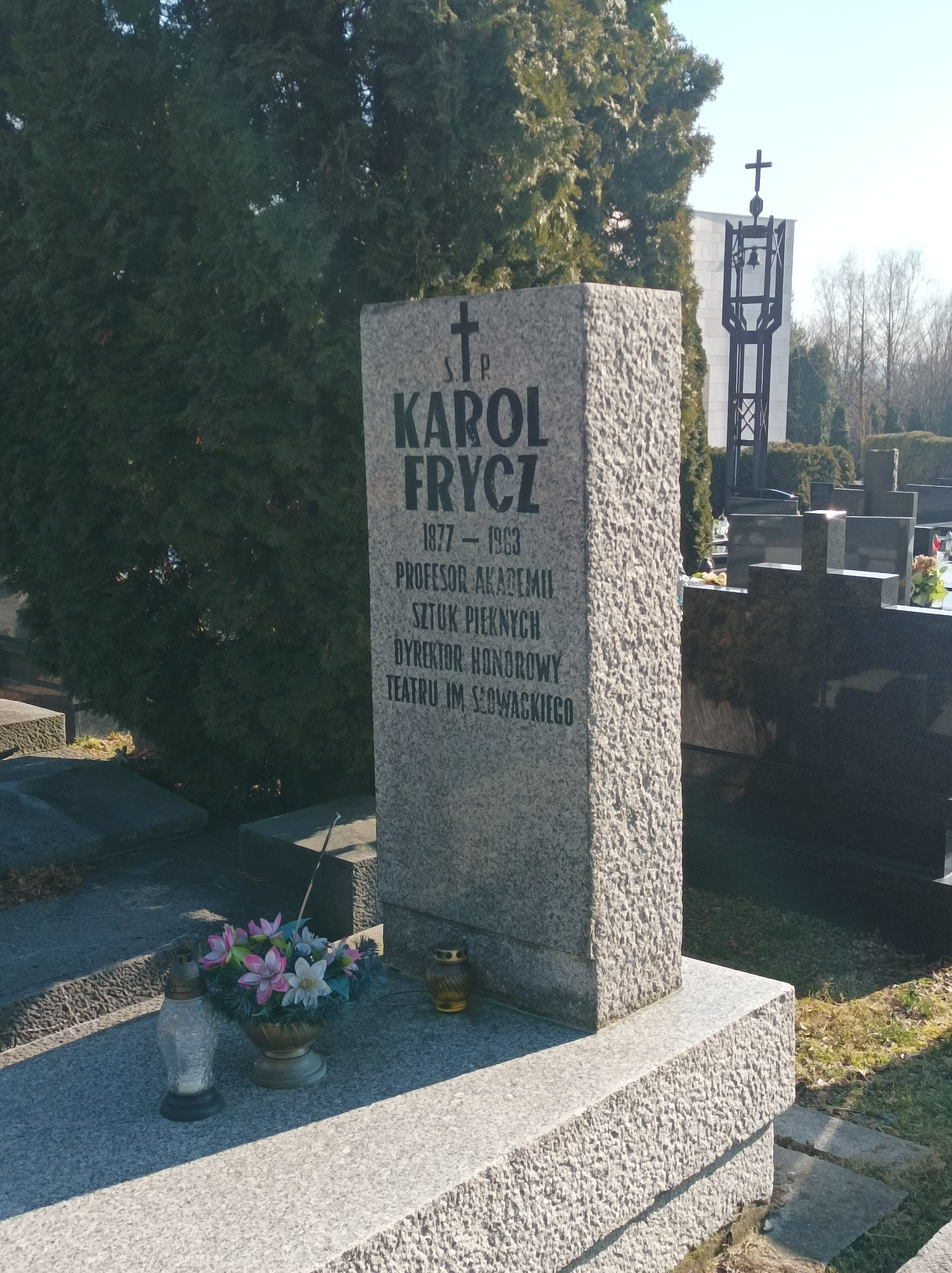
Grób Karola Frycza na cmentarzu Salwatorskim w Krakowie

Pośmiertnie (1967) wydano tom jego artykułów o teatrze i sztuce. Prace Karola Frycza znajdują się w zbiorach w Muzeum Narodowego oraz w Muzeum Historycznym Miasta Krakowa.

## Charakterystyka twórczości
W pracach scenograficznych Frycz zrezygnował z wykorzystywania uniwersalnych dekoracji płóciennych. Rozpoczął od stylu secesyjnego, przenosząc go na formy teatralne. Wprowadził do polskiego teatru nowy, niestosowany w XIX wieku rodzaj dekoracji trójwymiarowej. Typ ten rozpowszechnił się w polskim teatrze. W swoich pracach umiejętnie operował oświetleniem i bogatą kolorystyką. Polski teatr zawdzięcza Fryczowi także stylizowane historyczne kostiumy (szczególnie molierowskie).
Był wysokiej kultury znawcą sztuki, jednym z pierwszych we współczesnym tego słowa znaczeniu scenografów w polskim teatrze. Był wychowawcą i mistrzem wielu polskich scenografów.

## Realizacje scenograficzne
W krakowskim teatrze opracował scenografię między innymi do spektakli:
- Śluby panieńskie Fredry (1906)
- Beatryks Cenci Słowackiego (1936)
- Wesele Figara de Beaumarchais’go (1937)
- Wesele Wyspiańskiego (1946)
- Wiśniowy sad Czechowa (1954)

Do najciekawszych jego prac scenograficznych zaliczane są:
- Książę Niezłomny (1906),
- Krakowiacy i Górale Jana Nepomucena Kamińskiego (1913),
- Wyzwolenie (1916),
- Pan de Pourceaugnac (1918),
- Nie-Boska komedia (1919),
- Hamlet (1922 i 1947),
- Wesele Figara (1922 i 1937),
- Pan Jowialski (1923),
- Sen nocy letniej (1923),
- Cyrano de Bergerac (1924),
- Świętoszek (1925 i 1946),
- Otello (1925),
- Wariat i zakonnica (1926),
- Sługa dwu panów (1927),
- Juliusz Cezar (1928),
- Wielki kram (1929),
- Krakowiacy i Górale Wojciecha Bogusławskiego (1929),
- Volpone (1930),
- Wesele (1932),
- Lilla Weneda (1935),
- Wielki Fryderyk (1936),
- Złota Czaszka (1936),
- Tragedia o polskim Scylurusie (1936),
- Mizantrop (1939),
- Powrót syna marnotrawnego (1947),
- Mazepa (1949).

Ostatnimi realizacjami scenograficznymi Frycza były opracowania do Pana Jowialskiego (1959) i baletu Giselle (1960).

## Ordery i odznaczenia
- Order Sztandaru Pracy I klasy (19 lipca 1955)[20]
- Order Sztandaru Pracy II klasy (22 lipca 1949)[21]
- Krzyż Oficerski Orderu Odrodzenia Polski (27 listopada 1929)[22]
- Złoty Krzyż Zasługi (15 czerwca 1946)[23]
- Medal 10-lecia Polski Ludowej (28 stycznia 1955)[24]
- Złoty Wawrzyn Akademicki (5 listopada 1935)[25]

## Nagrody
- Nagroda Państwowa I stopnia za wybitne osiągnięcia w dziedzinie pracy scenicznej, szczególnie w dziedzinie scenografii, ze specjalnym uwzględnieniem scenografii do sztuki R. Brandstaettera Król i Aktor, wystawionej w Państwowym Teatrze im. J. Słowackiego w Krakowie oraz do baletu Gliera Czerwony Mak w Państwowej Operze we Wrocławiu (1952)[26]
- Nagroda Miasta Krakowa (1960)[27]

## Upamiętnienie
Jedna z krakowskich ulic w dzielnicy Prądnik Biały została nazwana jego imieniem.